# Wanda Komar

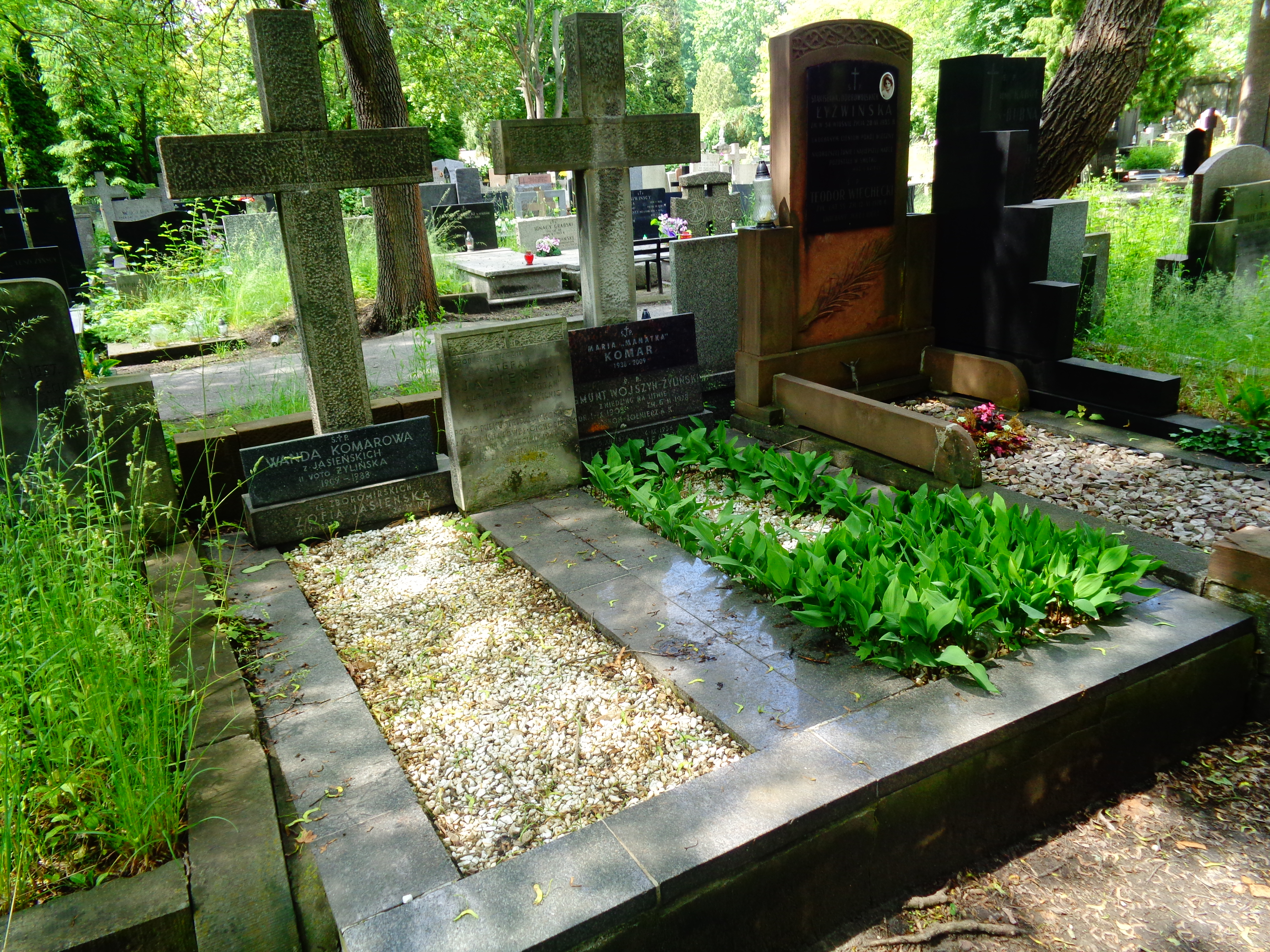
Grób Wandy Komar i symboliczny Stefana Jasieńskiego na cmentarzu Powązkowskim

Wanda Komar-Żylińska z domu Jasieńska (ur. 27 lipca 1910 w Adalinie w gub. mohylewskiej, zm. 28 grudnia 1988 w Warszawie) – polska ziemianka, lekkoatletka.

## Życiorys
Pochodziła z rodu Jasieńskich herbu Dołęga. Była córką Leona Jasieńskiego (1874-1936) oraz Zofii z domu Zboromirskiej (1883-1937) oraz siostrą Stefana (1914-1945, cichociemny).
Była zawodniczką AZS Poznań i KS Warta Poznań. Piąta zawodniczka Światowych Igrzysk Kobiecych w Pradze w 1930 (kula – 11,21). Srebrna medalistka kobiecej Olimpiady we Florencji w 1931 (kula – 11,64). 3-krotna mistrzyni Polski (1931-33) i 4-krotna rekordzistka Polski w pchnięciu kulą (do 12,02 w 1933).
Zamężna z Władysławem Komarem, miała z nim córkę Marię Beatę (1936-2009) i syna Władysława (1940-1998, także kulomiot). Po zabójstwie męża przez Litwinów – kolaborantów III Rzeszy uciekła z terenu Litwy do centralnej Polski w 1944, na pewien czas musiała oddać dzieci do domu dziecka z powodu kłopotów finansowych. Ponownie zamężna z Zygmuntem Wojszyn-Żylińskim (1975-1978).
Została pochowana w grobowcu rodzinnym na cmentarzu Powązkowskim w Warszawie (kwatera 119-5-13/14).